# Abdullah Noor Wasughe
Abdullah Noor Wasughe (arab. ‏عبد الله نور واسوجي‎; ur. 13 grudnia 1947) – somalijski skoczek wzwyż, olimpijczyk, złoty medalista igrzysk afrykańskich.

## Kariera
Wystąpił jako jeden z trzech Somalijczyków podczas Letnich Igrzysk Olimpijskich 1972. Odpadł w eliminacjach, zajmując 33. miejsce wśród 40 startujących zawodników. W pierwszych próbach zaliczył wysokości 180 cm, 190 cm i 200 cm, jednak miał trzy strącenia na wysokości 206 cm. Wasughe jest jedynym Somalijczykiem (stan na 2022 rok), który wystąpił w konkurencjach technicznych podczas igrzysk olimpijskich – pozostali somalijscy lekkoatleci startowali wyłącznie w biegach.
Wasughe zdobył złoty medal Igrzysk Afrykańskich 1973 (204 cm). W latach 1970–1972 trzykrotnie zwyciężył w mistrzostwach Afryki Wschodniej i Centralnej.
Rekordy życiowy w skoku wzwyż: 205 cm (1972). 